# Zmarli w styczniu 2020

## Styczeń 2020
- 31 stycznia
  - Alexander Brunett – amerykański duchowny katolicki, biskup Heleny, arcybiskup Seattle[1]
  - Anne Cox Chambers – amerykańska magnatka medialna, menedżer i dyplomatka[2]
  - Sławomir Dąbrowski – polski ekonomista i samorządowiec, prezydent Otwocka (1998–2001)[3][4]
  - Mary Higgins Clark – amerykańska pisarka[5][6]
  - Stanisław Juchnowicz – polski architekt, urbanista, profesor nauk technicznych, Honorowy Obywatel Miasta Krakowa[7][8]
  - Jan Jurkiewicz – polski publicysta, działacz opozycji w okresie PRL[9]
  - Bogusława Kowalska – polska projektantka wnętrz[10][11]
  - Janina Kujawska-Tenner – polski onkolog-radioterapeuta, dr hab. med.[12][13]
  - Josh Pappé – amerykański basista, członek zespołu Dirty Rotten Imbeciles[14]
  - Edward Smaga – polski ekonomista, prof. dr hab.[15][16]
  - Janez Stanovnik – słoweński ekonomista, polityk, prezydent Słowenii (1988–1990)[17]
  - César Zabala – paragwajski piłkarz[18]
- 30 stycznia
  - John Andretti – amerykański kierowca wyścigowy[19]
  - Miguel Arroyo – meksykański kolarz szosowy[20]
  - Witalij Bojko – ukraiński sędzia i dyplomata, minister sprawiedliwości (1990–1992) i przewodniczący Sądu Najwyższego (1994–2002)[21]
  - Luboš Dobrovský – czeski polityk, dyplomata i dysydent, minister obrony (1990–1992), ambasador w Rosji (1996–2000)[22]
  - Jörn Donner – fiński reżyser, scenarzysta i krytyk filmowy, polityk mniejszości szwedzkiej[23]
  - Natasha Stuart – australijska piosenkarka[24]
- 29 stycznia
  - Tofig Gasimov – azerski dyplomata, polityk i fizyk, minister spraw zagranicznych (1992–1993)[25]
  - Blagoja Georgiewski – macedoński i jugosłowiański koszykarz oraz trener, srebrny medalista olimpijski (1976)[26]
  - Georges-Hilaire Dupont – francuski duchowny rzymskokatolicki, oblat, biskup Pala (1964–1975)[27]
  - Józef Jarecki – polski działacz opozycji w PRL[28][29][30]
  - Łucja Karelus-Malska – polska aktorka[31][32]
  - Marek Mszyca – polski malarz[33][34]
  - Wiesław Müller – polski historyk, prof. dr hab.[35]
  - Henryk Nadolski – polski uczestnik konspiracji w czasie II wojny światowej, powstaniec warszawski, kawaler orderów[36]
  - Keith Nelson – nowozelandzki piłkarz, reprezentant kraju[37]
  - Frank Press – amerykański geofizyk i sejsmolog, prezes National Academy of Sciences (1981–1993)[38]
  - Maciej Putowski – polski scenograf i dekorator wnętrz[39][40][41]
  - Zofia Sokolewicz – polska etnografka[42]
  - Stanisław Sudoł – polski ekonomista, teoretyk zarządzania[43]
  - Jan Michał Stuchly – polski adwokat, poeta i malarz[44]
  - Joachim Szulc – polski geolog, prof. dr hab.[45][46][47]
  - Janis Tseklenis – grecki projektant mody[48]
- 28 stycznia
  - Chris Doleman – amerykański futbolista[49]
  - Marj Dusay – amerykańska aktorka[50]
  - Paul Farnes – angielski pilot wojskowy, as myśliwski, uczestnik bitwy o Anglię[51][52]
  - Harriet Frank Jr. – amerykańska scenarzystka i producentka filmowa[53]
  - Andrzej Klimczak-Dobrzaniecki – polski malarz i wykładowca akademicki[54]
  - Giorgos Kotanidis – grecki aktor[55]
  - Léon Mokuna – piłkarz z Demokratycznej Republiki Konga, trener kadry narodowej (1968–1970)[56]
  - Nicholas Parsons – brytyjski aktor i osobowość telewizyjna[57]
  - Edward Sieńkowski – polski fotograf[58]
  - Dyanne Thorne – amerykańska aktorka[59][60]
  - Krzysztof Wojciechowski – polski fotograf[61]
  - Monique Van Vooren – amerykańska aktorka i tancerka, pochodzenia belgijskiego[62]
- 27 stycznia
  - Lina Ben Mhenni – tunezyjska nauczycielka i blogerka, aktywistka podczas rewolucji w Tunezji[63]
  - Czesław Błażejewski – polski pułkownik organów bezpieczeństwa PRL, kierownik Grupy Operacyjnej Nr 3 w Leningradzie (1988–1990)[64]
  - Maria Franiel-Kozieł – polska harcerka, więźniarka niemieckich obozów koncentracyjnych, dama orderów[65]
  - Edvardas Gudavičius – litewski historyk[66]
  - Czesław Jaroszyński – polski aktor, wykładowca akademicki, poeta[67]
  - Jan Maruszewski – polski uczestnik II wojny światowej, powstaniec warszawski, kawaler orderów[68]
  - Hubert Mingarelli – francuski pisarz[69]
  - Reed Mullin – amerykański perkusista, członek zespołu Corrosion of Conformity[70][71][72]
  - Anastazy Omulecki – polski dermatolog, prof. dr hab. n. med.[73][74]
  - Tamara Sorbian – polska reżyserka, scenarzystka i producentka[75]
- 26 stycznia
  - Kobe Bryant – amerykański koszykarz, dwukrotny mistrz olimpijski, wieloletni gracz Los Angeles Lakers[76]
  - Wsiewołod Czaplin – rosyjski duchowny i teolog prawosławny, wiceprzewodniczący Wydziału Zewnętrznych Stosunków Cerkiewnych Patriarchatu Moskiewskiego[77]
  - Ján Čomaj – słowacki pisarz i dziennikarz[78]
  - Tadeusz Fudała – polski uczestnik II wojny światowej, kawaler orderów[79][80]
  - Hubert Mingarelli – francuski pisarz i scenarzysta, laureat Prix Médicis (2003)[81]
  - Santu Mofokeng – południowoafrykański fotograf[82]
  - Louis Nirenberg – amerykański matematyk[83]
  - Barbara Ratyńska – polska historyczka, dr hab.[84][85]
  - Bob Shane – amerykański piosenkarz i gitarzysta folkowy, muzyk zespołu The Kingston Trio[86]
- 25 stycznia
  - Lorenzo Ghiglieri – amerykański rzeźbiarz[87]
  - Alan Harris – brytyjski aktor[88]
  - Ideja Makarewicz – rosyjska aktorka[89]
  - Tor Obrestad – norweski prozaik, poeta i tłumacz[90]
  - Narciso Parigi – włoski aktor i piosenkarz[91]
  - Monique Van Vooren – amerykańska aktorka pochodzenia belgijskiego[92]
  - Garbis Zakaryan – turecki bokser ormiańskiego pochodzenia[93]
  - Ryszard Żółtaniecki – polski pisarz, socjolog, dyplomata, ambasador RP[94]
- 24 stycznia
  - Duje Bonačić – chorwacki i jugosłowiański wioślarz, medalista olimpijski (1952)[95]
  - Zbigniew Ciechan, polski kompozytor, pianista, aranżer, pedagog i publicysta muzyczny[96]
  - Li Fanghua – hongkońsko-chińska fizyk, laureatka Nagrody L’Oréal-UNESCO dla Kobiet i Nauki[97]
  - José Luis Castro Medellín – meksykański duchowny katolicki, biskup[98]
  - Chai Chidchob – tajski polityk, przewodniczący Izby Reprezentantów (2008–2011)[99]
  - Andriej Daniel – bułgarski malarz i scenograf[100]
  - Walter Fembeck – niemiecki działacz sportowy, wieloletni dyrektor Bayernu Monachium[101]
  - Bogomił Gierasimow – bułgarski dyplomata i pisarz[102]
  - Tytus Krawczyc – polski generał dywizji, pilot Wojska Polskiego, poseł na Sejm PRL VI kadencji[103]
  - Seamus Mallon – północnoirlandzki polityk i nauczyciel, pierwszy wicepremier Irlandii Północnej (1998–2001), członek parlamentu Irlandii Północnej i Wielkiej Brytanii[104]
  - Ryszard Markuszewski – polski trener pływania[105][106]
  - Juan José Pizzuti – argentyński piłkarz[107]
  - Sean Reinert – amerykański muzyk, gitarzysta i perkusista rockowy, multiinstrumentalista, członek grup Cynic, Death, Gordian Knot, Aghora, Æon Spoke[108]
  - Rob Rensenbrink – holenderski piłkarz[109]
  - Jan Rzędowski – polski kartograf i geodeta, wydawca[110][111]
  - Pete Stark – amerykański polityk i przedsiębiorca, członek Izby Reprezentantów z Kalifornii (1973–2013)[112]
- 23 stycznia
  - Robert Archibald – szkocki koszykarz[113]
  - Clayton Christensen – amerykański ekonomista i konsultant, działacz Kościoła Adwentystów Dnia Siódmego[114]
  - Konstantyn – grecki duchowny prawosławny, biskup[115]
  - Adolf Holl – austriacki teolog i socjolog religii[116]
  - Franciszek Knapik – polski tancerz[117][118]
  - Krzysztof Konopa – polski poeta i satyryk[119][120]
  - Alfred Körner – austriacki piłkarz, reprezentant kraju[121]
  - Jim Lehrer – amerykański dziennikarz i pisarz, znany jako moderator debat prezydenckich[122]
  - Józef Masłowski – polski astronom, prof. dr hab.[123]
  - Jerzy Matyja – polski sędzia lotniczy[124][125]
  - Franz Mazura – niemiecki śpiewak operowy[126]
  - Wanda Mider – polska poetka i pisarka[127][128]
  - Gudrun Pausewang – niemiecka pisarka[129]
  - Kalevi Tuominen – fiński koszykarz, piłkarz ręczny i piłkarz, trener kadry narodowej, działacz Fińskiego Komitetu Olimpijskiego[130]
  - Armando Uribe – chilijski pisarz i dyplomata[131]
  - Leszek Saturnin Zaremba – polski ekonomista, prof. dr hab.[132][133][134]
- 22 stycznia
  - Maja Borkowska – polska dziennikarka radiowa[135]
  - Sonny Grosso – amerykański aktor i producent filmowy[136]
  - John Karlen – amerykański aktor[137]
  - Hilary Perkiel – polski uczestnik II wojny światowej, pułkownik WP w stanie spoczynku, kawaler orderów[138]
  - Daniła Pierow – rosyjski aktor[139]
  - Andrzej Rak – polski uczestnik II wojny światowej, kawaler orderów[140][141]
  - Alicja Sajkiewicz – polska ekonomistka, prof. dr hab.[142][143][144]
  - Zbigniew Smalko – polski specjalista budowy i eksploatacji maszyn, prof. dr hab. inż.[145][146]
  - Olgierd Truszyński – polski rzeźbiarz[147]
  - Teresa Tyszkiewicz – polska artystka multimedialna[148]
  - Kazimierz Wajda – polski historyk, prof. dr hab.[149]
  - Aleksandr Wiesnin – rosyjski malarz, grafik i scenograf[150]
- 21 stycznia
  - Katerina Angelaki-Rouk – grecka poetka[151]
  - Al-Hadi al-Bakkusz – tunezyjski polityk i dyplomata, premier Tunezji (1987–1989)[152]
  - Eugène Berger – luksemburski polityk i nauczyciel, parlamentarzysta i sekretarz stanu[153]
  - Mieczysław Chojnacki – polski działacz podziemia niepodległościowego w okresie II wojny światowej oraz powojennego podziemia antykomunistycznego[154][155]
  - Terry Jones – brytyjski aktor komediowy, pisarz i scenarzysta, członek grupy Monty Python[156]
  - Władysław Malik – polski dyplomata, chargé d’affaires a. i. w Mozambiku (1984–1987)[157]
  - Zlatko Mesić – chorwacki i jugosłowiański piłkarz[158]
  - Tengiz Sigua – gruziński polityk i inżynier metalurg, premier Gruzji (1990–1991, 1992–1993)[159]
  - Henryk Śpiewok – polski tenisista stołowy[160]
  - Theodor Wagner – austriacki piłkarz, reprezentant kraju[161]
- 20 stycznia
  - Zofia Batko – polska urzędniczka, Honorowy Obywatel Królewskiego Górniczego Miasta Wieliczka[162][163]
  - Nedda Casei – amerykańska śpiewaczka operowa (mezzosopran)[164]
  - Michał Gnatowski – polski historyk, prof. dr hab.[165][166]
  - Tadeusz Hanelt – polski duchowny katolicki, biblista i publicysta[167]
  - Joseph Hannesschläger – niemiecki aktor[168]
  - Jaroslav Kubera – czeski samorządowiec, polityk, przewodniczący Senatu Republiki Czeskiej[169]
  - Tom Railsback – amerykański polityk i prawnik, członek Izby Reprezentantów z Illinois (1967–1983)[170]
  - Franciszek Rusek – polski prawnik, sędzia Sądu Najwyższego[171]
  - Joe Shishido – japoński aktor[172]
  - Mick Vinter – angielski piłkarz[173]
- 19 stycznia
  - Jarosław Furgała – polski rzeźbiarz ludowy, uczestnik II wojny światowej[174]
  - Jimmy Heath – amerykański saksofonista i kompozytor jazzowy[175]
  - Grzegorz Jędrejek – polski prawnik, sędzia Trybunału Konstytucyjnego[176]
  - Stanisław Kalita – polski działacz opozycji w okresie PRL, kawaler orderów[177][178]
  - Stanisław Lorenc – polski geolog[179]
  - James Mollison – australijski muzealnik, dyrektor National Gallery of Australia[180]
  - Błagowest Sendow – bułgarski matematyk, polityk[181]
  - Maria Sękowska – polska graficzka i malarka, prof. dr hab.[182]
  - Shin Kyuk-ho – południowokoreański miliarder, założyciel Lotte Corporation[183]
  - Krystyna Jolanta Sotowska-Brochocka – polski biolog, dr hab.[184]
- 18 stycznia
  - Jim Auton – brytyjski pilot RAF w czasie II wojny światowej, autor wspomnień[185][186]
  - Mario Bergamaschi – włoski piłkarz, reprezentant kraju[187]
  - Andrzej Cieśla – polski samorządowiec, burmistrz Aleksandrowa Kujawskiego (2006–2020)[188][189]
  - André Dulait – francuski polityk, senator (1995–2014)[190]
  - Friedrich Gurschler – włoski artysta, pochodzenia niemieckiego[191]
  - Bob Maclennan – brytyjski prawnik, polityk, par dożywotni[192]
  - Peter Mathebula – południowoafrykański bokser[193]
  - David Olney – amerykański piosenkarz i gitarzysta folkowy[194]
  - Petr Pokorný – czeski teolog i nauczyciel akademicki, duchowny Ewangelickiego Kościoła Czeskobraterskiego[195]
  - Christoph Quest – niemiecki aktor[196]
  - Zofia Tomaszewska – polska specjalistka medycyny sądowej, dr hab. n. med.[197]
  - Witold Wacławek – polski chemik, prof. dr hab. inż.[198][199]
- 17 stycznia
  - Pietro Anastasi – włoski piłkarz, reprezentant kraju[200]
  - Zdzisław Bobecki – polski generał brygady, wykładowca akademicki, uczestnik II wojny światowej[201][202]
  - Jacques Desallangre – francuski dziennikarz sportowy, polityk[203]
  - Thérèse Dion – kanadyjska kucharka, prezenterka telewizyjna[204]
  - Rahşan Ecevit – turecka polityk, lider Demokratycznej Partii Lewicy, żona Bülenta Ecevita[205]
  - Derek Fowlds – brytyjski aktor[206]
  - Fernando Gil – urugwajski duchowny katolicki, biskup[207]
  - Kazimierz Krzyżanowski – polski duchowny rzymskokatolicki ze zgromadzenia marianów, uczestnik powstania warszawskiego[208]
  - Khagendra Thapa Magar – nepalski rekordzista świata pod względem najmniejszego wzrostu (2010–2011)[209]
  - Oswald Oberhuber – niemiecki rzeźbiarz, grafik i malarz[210]
  - Lech Raczak – polski dramatopisarz, teatrolog, reżyser teatralny[211]
  - Claudio Roditi – brazylijski trębacz jazzowy[212]
  - Stanisław Stefanek – polski duchowny katolicki, biskup łomżyński[213]
  - Maria Vingiani – włoska działaczka ekumeniczna[214]
- 16 stycznia
  - Xhevdet Ferri – albański aktor i reżyser[215]
  - Roman Głowacki – polski specjalista w zakresie marketingu, prof. dr hab.[216][217]
  - Harry G. Haskell – amerykański polityk, członek Izby Reprezentantów z Delaware (1957–1959)[218]
  - Alfred Krzystyniak – polski żużlowiec[219]
  - Wiesław Nadowski – polski działacz partyjny i technolog drewna, poseł na Sejm PRL IX kadencji (1985–1989)[220]
  - Tadeusz Olszewski – polski poeta, krytyk literacki, dziennikarz i podróżnik[221]
  - Magda al-Sabahi – egipska aktorka[222]
  - Efraín Sánchez – kolumbijski piłkarz[223]
  - Witold Stolarczyk – polski duchowny rzymskokatolicki, wyróżniony tytułem Sprawiedliwy wśród Narodów Świata[224][225]
  - Barry Tuckwell – australijski waltornista[226]
- 15 stycznia
  - Bobby Brown – szkocki piłkarz i trener[227]
  - Mieczysław Gulda – polski socjolog, dr hab.[228][229]
  - Mark Harris – australijski rugbysta, reprezentant kraju[230]
  - Zbigniew Jakus – polski mechanik, poseł na Sejm PRL II i III kadencji (1957–1965)[231]
  - Rocky Johnson – kanadyjski wrestler[232]
  - Ferdinand Schmidt-Modrow – niemiecki aktor[233]
  - Christopher Tolkien – brytyjski pisarz, edytor[234]
  - Jerzy Grzegorz Zyndwalewicz – polski malarz, rysownik i dokumentalista, wykładowca akademicki, działacz opozycji w okresie PRL[235][236]
- 14 stycznia
  - Anatolij Bibekin – rosyjski aktor[237]
  - Edward Bielewicz – polski piłkarz i trener[238]
  - Steve Martin Caro – amerykański piosenkarz[239]
  - Chamín Correa – meksykański gitarzysta[240]
  - Andrzej Dyakowski – polski malarz[241]
  - Władysław Graf – polski regionalista[242][243]
  - Fehmi Hoshafi – albański reżyser filmowy[244]
  - Naděžda Kniplová – czeska śpiewaczka operowa, sopran[245]
  - Zbigniew Rau – polski policjant i politolog, podsekretarz stanu w Ministerstwie Spraw Wewnętrznych i Administracji (2007)[246][247]
- 13 stycznia
  - Maria Bor-Myśliborska – polska rzeźbiarka[248][249]
  - Jean Delumeau – francuski historyk[250]
  - Carlos Girón – meksykański skoczek do wody, czterokrotny medalista olimpijski[251]
  - Jaime Humberto Hermosillo – meksykański reżyser filmowy[252]
  - Murad Wilfried Hofmann – niemiecki dyplomata i pisarz, ambasador w Algierii i Maroku oraz przy NATO[253]
  - Maurice Moucheraud – francuski kolarz szosowy[254]
  - Andrzej Rutkowski – polski zootechnik, prof. dr hab.[255][256]
  - Maria Rybakowa – polski endokrynolog, prof. dr hab. n. med., autorka podręczników akademickich[257][258][259]
  - Isabel-Clara Simó – hiszpańska pisarka i dziennikarka[260]
  - Jowica Stankowski – macedoński archeolog[261]
  - Barbara Wituszyńska – polski farmaceuta, dr hab.[262][263]
  - Wojciech Wójtowicz – polski ksiądz rzymskokatolicki, doktor nauk teologicznych, rektor Wyższego Seminarium Duchownego w Koszalinie[264]
- 12 stycznia
  - Barbara Dunin-Kurtycz – polska piosenkarka[265]
  - Paulo Gonçalves – portugalski motocyklista[266]
  - Piotr Grocholski – polski gitarzysta, członek zespołu Devilyn[267]
  - Jayalath Manoratne – lankijski aktor[268]
  - Walter Parodi – argentyński piłkarz[269]
  - Dick Schnittker – amerykański koszykarz[270]
  - Roger Scruton – brytyjski filozof, pisarz, kompozytor[271]
  - Aart Staartjes – holenderski aktor, prezenter telewizyjny[272]
- 11 stycznia
  - Genowefa Czekała-Mucha – polska reporterka[273]
  - Jerzy Kaszycki – polski pianista, kompozytor, reżyser dźwięku i wizji oraz pedagog[274]
  - Stan Kirsch – amerykański aktor[275]
  - La Parka II wł. Jesús Alfonso Huerta Escoboza – meksykański zawodnik lucha libre[276][277]
  - Valdir Joaquim de Moraes – brazylijski piłkarz[278]
  - Julian Maliszewski – polski specjalista z zakresu nauk filologicznych i językoznawstwa, prof. dr hab.[279][280]
  - Mira Minga – albańska aktorka[281]
  - Ben Muthofer – niemiecki artysta wizualny[282][283]
  - Jan Sobutka – polski inżynier, działacz regionalny i organizacji technicznych[284]
- 10 stycznia
  - Neda Arnerić – serbska aktorka[285]
  - Harold Burson – amerykański specjalista w zakresie public relations[286][287]
  - Wolfgang Dauner – niemiecki pianista jazzowy[288]
  - Vladimir Davidović Bobo – chorwacki aktor[289]
  - Czesław Dutka – polski filolog, historyk i teoretyk literatury[290]
  - Ed Filipowski – amerykański specjalista w zakresie public relations pochodzenia polskiego[291][292]
  - Kabus ibn Sa’id – omański polityk, sułtan Omanu (1970–2020)[293]
  - Bernard Joly – francuski dentysta, polityk, senator (1995–2004)[294]
  - Roddy Lumsden – szkocki poeta[295]
  - Guido Messina – włoski kolarz szosowy i torowy[296]
  - Andrzej Olas – polski mechanik, profesor Oregon State University, działacz kombatancki[297][298][299]
  - Petko Petkow – bułgarski piłkarz[300]
- 9 stycznia
  - 5th Ward Weebie – amerykański raper[301][302]
  - David Glass – amerykański przedsiębiorca, prezes zarządu sieci Walmart[303]
  - Jan Gliński – polski agrofizyk i gleboznawca[304]
  - Zenon Gralak – polski dziennikarz[305]
  - Andrzej Kapuścik – polski architekt[306]
  - Leo Kolber – kanadyjski polityk, senator (1983–2004)[307]
  - Rudolf de Korte – holenderski polityk, wicepremier (1986–1989)[308]
  - Chukwuemeka Ike(inne języki) – nigeryjski pisarz[309]
  - Euphrase Kezilahabi – tanzański poeta i pisarz[310]
  - Maria Kwiatkowska – polski specjalista z zakresu cytologii roślin, prof. dr hab.[311]
  - Ivan Passer – czeski reżyser i scenarzysta filmowy[312][313]
  - Mike Resnick – amerykański pisarz[314]
  - Iñaki Vicente – filipiński piłkarz, reprezentant kraju[315]
- 8 stycznia
  - Edd Byrnes – amerykański aktor[316]
  - Henryk Gierwel – polski dyrygent i animator życia muzycznego[317][318][319]
  - Buck Henry – amerykański aktor, reżyser i scenarzysta filmowy[320]
  - Alojzy Kowalkowski – polski specjalista w zakresie inżynierii i ochrony środowiska, prof. dr hab.[321][322]
  - Roman Matoušek – czeski żużlowiec[323]
  - Geri Nasarski – niemiecka dziennikarka[324]
  - Pilar – hiszpańska arystokratka, księżna Badajoz[325]
  - Tomasz Plewiński – polski tenisista stołowy[326]
  - Ivan Salaj – serbski koszykarz[327]
  - Wanko Urumow – bułgarski malarz i rzeźbiarz[328]
  - Monika Wąs – polski teatrolog i publicystka[329][330][331][332]
- 7 stycznia
  - André Abadie – francuski rugbysta i trener[333]
  - Khamis Al-Owairan – saudyjski piłkarz, reprezentant kraju[334]
  - Gerald Bowden – brytyjski polityk i prawnik, członek Izby Gmin (1983–1992)[335]
  - Jacques Dessange – francuski fryzjer, stylista mody[336]
  - Wanda Dobryszycka – polska biochemiczka, prof. dr hab.[337][338]
  - Harry Hains – australijski aktor[339]
  - Silvio Horta – amerykański scenarzysta i producent telewizyjny pochodzenia kubańskiego[340]
  - René Mulas – francuski plakacista i rzeźbiarz tworzący w Polsce w latach 60. i 70. XX wieku, jeden z czołowych przedstawicieli Polskiej szkoły plakatu[341]
  - Neil Peart – kanadyjski perkusista rockowy, członek zespołu Rush[342][343]
  - George Perles – amerykański futbolista[344]
  - Grażyna Przybylska-Wendt – polska lekarka, działaczka opozycji w PRL[345]
  - Abderrazak Rassaa – tunezyjski polityk, minister przemysłu (1968–1969), finansów (1969–1971)[346]
  - Juliusz Reiss – polski specjalista w zakresie mikrobiologii lekarskiej, prof. dr hab.[347][348]
  - Jerzy Więcław – polski politolog i dyplomata, ambasador RP w Australii (2003–2007) oraz w Afganistanie (2008–2009)[349]
  - Elizabeth Wurtzel – amerykańska adwokat, dziennikarka, pisarka[350]
- 6 stycznia
  - Cabeção, wł. Luís Morais – brazylijski piłkarz, reprezentant kraju[351]
  - Sergio Fernández Cárdenas – meksykański pisarz, krytyk literacki[352]
  - Mike Fitzpatrick – amerykański polityk i prawnik, członek Izby Reprezentantów z Pensylwanii (2005–2007, 2011–2017)[353]
  - Martin Griffin – brytyjski perkusista, członek zespołu Hawkwind[354][355]
  - Ria Irawan – indonezyjska aktorka[356]
  - Richard Maponya – południowoafrykański przedsiębiorca[357]
  - James Mehaffey – irlandzki duchowny anglikański, biskup Derry i Raphoe (1980–2002)[358]
  - Zacarías Ortiz Rolón – paragwajski duchowny rzymskokatolicki, w latach 2003–2013 biskup Concepción[359]
- 5 stycznia
  - Erika Broyer – grecka aktorka[360]
  - Maciej Górski – polski dyplomata, ambasador RP we Włoszech (1996–2001) i Grecji (2005–2006), wiceminister obrony narodowej (2003–2005)[361]
  - Wojciech Gulin – polski psycholog, samorządowiec, wojewoda włocławski[362]
  - Guri Ingebrigtsen – norweska polityk, minister polityki społecznej (2000–2001)[363]
  - Anatolij Kołczak – mołdawski malarz[364]
  - Wilhelm Krzystek – polski puzonista, wykładowca akademicki[365][366][367]
  - Giennadij Piskunow – rosyjski aktor i piosenkarz[368]
  - Mien Sugandhi – indonezyjska polityk[369]
  - Hans Tilkowski – niemiecki piłkarz[370]
  - David Zywiec – amerykański duchowny katolicki, biskup[371]
- 4 stycznia
  - Herbert Binkert – niemiecki piłkarz i trener[372]
  - Andrzej Burski – polski lekarz, internista, samorządowiec, polityk, poseł na Sejm PRL[373]
  - Júlio Castro Caldas – portugalski polityk i prawnik, minister obrony (1999–2001)[374]
  - Kazimierz Chłopecki – polski duchowny katolicki, prałat, działacz i kapelan zduńskowolskiej „Solidarności”[375]
  - Georges Duboeuf – francuski przedsiębiorca, popularyzator wina[376]
  - Barbara Folta – polska dziennikarka, reżyserka i scenarzystka filmowa[377]
  - Károly Gesztesi – węgierski aktor[378]
  - Władysław Kiraga – polski samorządowiec, burmistrz Nowego Warpna (2006–2018)[379]
  - Tom Long – australijski aktor[380]
  - Lorenza Mazzetti(inne języki) – włoska pisarka i reżyserka[381]
  - Zdravko Tomac – chorwacki pisarz i polityk[382]
- 3 stycznia
  - Christopher Beeny – angielski aktor i tancerz[383]
  - Wolfgang Brezinka – niemiecki pedagog i filozof[384]
  - Domenico Corcione – włoski wojskowy, generał, szef sztabu obrony Włoskich Sił Zbrojnych (1990–1993), polityk, minister obrony (1995–1996)[385]
  - Mónica Echeverría – chilijska pisarka i aktorka[386]
  - Nathaël Julan – francuski piłkarz[387]
  - Walerij Kapistratow – rosyjski dyrygent i kompozytor[388]
  - Stanisław Kobielus – polski duchowny rzymskokatolicki, pallotyn, historyk sztuki, poeta, ks. prof. dr hab.[389]
  - Abu Mahdi al-Muhandis – iracki wojskowy i polityk, dowódca Sił Mobilizacji Ludowej[390]
  - Ghasem Solejmani – irański wojskowy, generał, dowódca sił Ghods[391]
  - Andrzej Stasik – polski rzeźbiarz, lutnik i muzykant[392]
  - Edward Strzeboński – polski działacz społeczno-samorządowy, kawaler orderów[393]
  - Jan Tesarz – polski aktor[394]
- 2 stycznia
  - Michel Celaya – francuski rugbysta, reprezentant kraju[395]
  - Wojciech Cesarski – polski działacz opozycji w okresie PRL, redaktor naczelny Sztuki[396]
  - Veronika Fitz – niemiecka aktorka telewizyjna[397]
  - Mirosław Gliński – polski historyk i muzealnik, dyrektor Muzeum Gdańska (1976–1988)[398]
  - Ewa Guderian-Czaplińska – polska krytyczka i badaczka teatralna, dr hab.[399]
  - Zdzisław Kryński – polski lekarz, społecznik i filantrop, działacz polonijny w Kanadzie, kawaler orderów[400][401][402][403]
  - Roman Monczenko – rosyjski kajakarz, brązowy medalista olimpijski (1996)[404]
  - Bogusław Polch – polski rysownik, autor komiksów[405]
  - Mohamed Salah Dembri – algierski polityk, minister spraw zagranicznych (1993–1996)[406]
  - Shen Yi-ming – tajwański wojskowy, dowódca sił zbrojnych[407]
  - Jan Spież – polski dominikanin i historyk[408]
  - Sam Wyche – amerykański futbolista i trener[409]
- 1 stycznia
  - Serykbołsyn Äbdyldin – kazachski polityk, działacz komunistyczny[410]
  - János Aczél – węgierski matematyk[411]
  - Lexii Alijai – amerykańska raperka[412]
  - Aleksandr Błagonrawow – rosyjski konstruktor czołgów, kawaler orderów[413]
  - Wojciech Grabałowski – polski ekonomista, polityk, poseł na Sejm RP[414]
  - Wiesław Krygier – polski piłkarz ręczny[415]
  - Ernest Kucza – polski dyplomata, wiceminister spraw zagranicznych, kierownik Wydziału Zagranicznego KC PZPR[416]
  - Carlos De León – portorykański bokser, były zawodowy mistrz świata[417]
  - Don Larsen – amerykański baseballista[418]
  - Krzysztof Leski – polski dziennikarz[419]
  - Barry McDonald – australijski rugbysta[420]
  - Jaap Schröder – holenderski skrzypek i dyrygent[421]
  - David Stern – amerykański biznesmen i prawnik, wieloletni komisarz National Basketball Association[422]
  - Ng Jui Ping – singapurski przedsiębiorca, generał armii, szef sił obrony (1992–1995)[423]

- data dzienna nieznana
  - Jerzy Dąbrowski – polski dziennikarz, redaktor prasy młodzieżowej, autor skryptów komiksu Kuśmider i Filo[424][425]
  - Zygmunt Góra – polski nauczyciel, trener siatkówki, szkoleniowiec reprezentacji Polski w siatkówce osób niepełnosprawnych[426][427][428]
  - Zygmunt Grzesik – polski trener lekkiej atletyki[429][430]
  - Hostyle – amerykański raper, członek grupy Screwball[431]
  - Krzysztof Kubiak – polski specjalista w zakresie inżynierii materiałowej, dr. hab. inż.[432][433]
  - Joe Payne – amerykański kompozytor, wokalista i instrumentalista deathmetalowy, członek grup Nile i Divine Heresy[434][435]